# Gumaruntar
Gumaruntar is een bestuurslaag in het regentschap Padang Lawas Utara van de provincie Noord-Sumatra, Indonesië. Gumaruntar telt 177 inwoners (volkstelling 2010).